# Джон Ъпдайк
Джон Хоуйър Ъпдайк (на английски: John Hoyer Updike) е американски писател, поет и критик.

## Биография
Роден е на 18 март 1932 година в Шилингтън, квартал на град Рединг в Пенсилвания, като единственото дете в семейството на гимназиален учител. В родния си град живее и учи до навършване на 13 години. По-късно следва в Харвардския колеж и го завършва със „summa cum laude“ през 1954 г. Като първокурсник в Харвард дели обща стая в общежитието с Кристофър Лаш. След Харвард постъпва в школата за живопис и изящни изкуства „Ръскин“ – в Оксфорд (Англия). Тогава е амбициран да стане карикатурист.
От 1955 до 1957 г. работи в списание „Ню Йоркър“, като сътрудничи с къси разкази, хумористични есета, стихове и поеми. Ранното му творчество отразява и влиянието на Джеръм Дейвид Селинджър („A&P“); Джон Чийвър („Сняг в Гринич Вилидж“); и модернистите Марсел Пруст, Хенри Грийн, Джеймс Джойс и Владимир Набоков. През това време Ъпдайк претърпява дълбока духовна криза. Страдайки от загубата на религиозната си вяра, той започва да чете Сьорен Киркегор и теолога Карл Барт. И двамата дълбоко повлияват на собствените му религиозни вярвания, които от своя страна фигурират на видно място в художествената му проза. Ъпдайк остава вярващ християнин до края на живота си.
През 1959 г. излиза романът му „Панаир в приюта за бедни“, отличен с наградата на фондацията „Ричард и Хинда Розентал“, присъдена му от Националния институт за изкуство и литература на Съединените щати. Широка популярност му донасят романите „Заеко, бягай“, „Кентавърът“ и „Вещиците от Истуик“. Публикувал е 22 романа и още дузина сборници с разкази, освен това и поезия, литературна критика и детски книги. В произведенията му се разглеждат сексът, вярата и смъртта, и тяхната взаимовръзка.
Почетен доктор на Харвардския университет (1992).
Умира на 27 януари 2009 г. в болница в Данвърс от рак на белите дробове.

## За него
- William R. Macnaughton (ed.), Critical Essays on John Updike, Boston, G.K. Hall, 1982
- Robert Detweiler, John Updike, New York, Twayne, 1984
- Jeff H. Campbell, Updike's Novels: Thorns Spell a Word, Wichita Falls, Midwestern State University Press, 1987
- Judie Newman, John Updike, Basingstoke, Macmillan Education, 1988
- Robert M. Luscher, John Updike: a Study of the Short Fiction, New York, Twayne, 1993
- James A. Schiff, John Updike Revisited, New York, Twayne Publications, 1998
- William H. Pritchard, Updike: America's Man of Letters, South Royalton, Steerforth Press, 2000
- Jack De Bellis, The John Updike Encyclopedia, Westport, Greenwood Publishing Group, 2000
- Marshall Boswell, John Updike's Rabbit Tetralogy: Mastered Irony in Motion, Columbia, University of Missouri Press, 2001
- The Cambridge companion to John Updike, Cambridge, Cambridge University Press, 2006